# Thaumatogelis jonathani
Thaumatogelis jonathani là một loài tò vò trong họ Ichneumonidae.